# ギブソン・EB-3
ギブソン・EB-3（ギブソン・イービースリー、Gibson EB-3）はギブソンのエレクトリックベース。

## 概要
1961年に発表された、人気のギブソン・SGと同等のベースである。SGスタイルのスリムボディに30.5インチスケールのネック、2基のピックアップ（フロントには大きなハムバッカー、リアにはミニ・ハムバッカー）を搭載。4ウェイスイッチと、それぞれのピックアップにボリューム/トーンコントロールを備える。標準的な仕上げはSGと同様チェリー・レッドで、他にポラリス・ホワイトやペラム・ブルー、エボニーも製造された。
エレクトリックベースのデザインは1960年代を通じて不変であった。1970年代にピックアップの位置がブリッジ寄りに移され、ボディとネックの材質も変更された。いくつかのモデルはクラシックギターのようにヘッドに穴があけられたスロッティド・ヘッド仕様で製造された。加えて、（フェンダーのベースのような）ロングスケールを好む奏者のために、34インチスケールのEB-3Lと名付けられたモデルも用意された。このベースのデザインは、親戚ギターと同様、ヘッドが重くボディが軽いためネック下がりになる傾向が批判対象となった。
EB-3は1970年代終盤に製造終了となり、後にギブソンから「SGベース」として生産されている。こちらのモデルには4ウェイスイッチがなく、コントロールノブも4つから3つに減らされている。エピフォンはロングスケールとショートスケールの、オリジナルEB-3に近いモデルを製造している。